# Kun med hjertet - kan man rigtig se
Kun med hjertet - kan man rigtig se er en dansk dokumentarfilm fra 2008, der er instrueret af Ulla Boye.

## Handling
Kofoeds Skole i København er et holdepunkt for mennesker fra alle sociale lag, der af forskellige grunde ikke fungerer i samfundet. Med sine værksteder, socialrådgivning, cafeteria, frisør, bibliotek, bad og vaskeri er skolen et sted, hvor folk kan få hjælp til selv at overvinde deres sociale problemer. Filmen følger hverdagen for de skæve eksistenser på skolen, med deres skuffelser og sorger og den direkte, usminkede tone af åbenhed, humor og ærlighed, som driver stedet, hvor der dagligt kommer ca. 400 mennesker.